# SVG Einbeck 05
SVG Einbeck 05 is een Duitse voetbalclub uit Einbeck, Nedersaksen.

## Geschiedenis
De club werd op 20 mei 1905 opgericht als FC Einbeck 05. In 1912 fuseerde de club met het in 1906 opgerichte FC Sport Einbeck en nam zo de naam FV 1905 Einbeck aan. De club was aangesloten bij de West-Duitse voetbalbond en speelde in de Hessische competitie. In 1915 speelde de club in de hoogste klasse, die door de Eerste Wereldoorlog in meerdere reeksen gespeeld werd. Samen met SuS Northeim 1907 werd de club groepswinnaar en versloeg Northeim in de finale, echter was er geen verdere wedstrijd om de algemene Hessische titel. De volgende jaren werden de activiteiten gestaakt. In 1920 speelde de club opnieuw in de hoogste klasse, die in drie reeksen opgedeeld was en na één seizoen degradeerde Einbeck. Na één seizoen promoveerde de club en werd in 1923/24 derde met één punt achterstand op de groepswinnaar. Echter werden de drie reeksen na dit seizoen samen gevoegd en kwalificeerde de club zich niet voor de eenreeksige competitie.
In 1926 werd de naam SV Einbeck aangenomen, de club promoveerde weer voor één seizoen naar de hoogste klasse. Van 1930 tot 1932 speelde de club een laatste maal in de hoogste klasse. Door de invoering van de Gauliga in 1933 belandde de club in de derde klasse. De club promoveerde meteen en werd in 1935, 1936 en 1940 vicekampioen en miste zo net de eindronde om promotie. In 1951 promoveerde de club naar de Amateuroberliga Niedersachsen-Ost, de toenmalige tweede klasse. Op 5 april 1953 speelde de club een memorabele wedstrijd tegen Oberligadegradant Eintracht Braunschweig. Nadat de club 3:1 voorkwam, verloor Einbeck toch nog met 3:6. Twee jaar later degradeerde de club. In 1960 en 1963 werd de vicetitel behaald en in 1964 plaatste de club zich voor de nieuwe Verbandsliga Süd. In 1969 werd de club vicekampioen en won de beker van Nedersaksen. In 1972 voerde de club maandenlang de tabel aan, maar door nederlagen op het einde tegen SuS Northeim en HSC Hannover moesten ze zich tevreden stellen met een tweede plaats. Een jaar later volgde een degradatie. De club keerde voor één seizoen terug in 1975 en 1977.
Op 12 juli 1979 fuseerde de club met de voetbalafdeling van SV Eintracht 1893 Einbeck en nam zo de huidige naam aan. Eintracht zelf was ook een fusieproduct van ATSV (opgericht 1893) en SV Eintracht 1919.
In 1981 promoveerde de club naar de Landesliga en twee jaar later naar de Verbandsliga Niedersachsen. De club eindigde in het eerste seizoen vijfde en speelde tot 1988 in de Verbandsliga en degradeerde dan twee keer op rij. In 1994 promoveerde de club weer naar de Landesliga en in 1996 naar de Niedersachsenliga Ost. De club werd meteen kampioen en stootte door naar de Oberliga Niedersachsen/Bremen. In 1998/99 maakte de club zelfs kans op promotie naar de Regionalliga, maar ondanks een ruime 5:0 zegen tegen latere kampioen Göttingen 05 werden ze door een zwakke terugronde slechts zesde. Het volgende seizoen eindigde de club elfde, maar werd slachtoffer van competitiehervorming en degradeerde. Na één seizoen promoveerde de club opnieuw, maar deze prestatie werd niet door het publiek geapprecieerd dat zijn weg naar het stadion verloren was. Volgens trainer Lautermann promoveerde de club zonder dat iemand het gemerkt had. Einbeck kon het behoud niet verzekeren. In 2004 trok de club zich vrijwillig terug uit de Verbandsliga wegens kleine toeschouwersaantallen en ging in de Bezirksoberliga Braunschweig spelen. Hier speelde de club tot 2011 toen een degradatie volgde.

## Erelijst
Kampioen Zuid-Hannover
1916